# Łysa Góra (Pasmo Magurskie)
Łysa Góra (636 m n.p.m.) – szczyt w północno-zachodniej części Beskidu Niskiego.

## Położenie
Wznosi się w zachodniej części zwartego i dobrze wyróżniającego się masywu, stanowiącego północno-zachodnie zakończenie Pasma Magurskiego. Masyw ten, tworzony jeszcze przez centralnie położony Suchy Wierch (652 m n.p.m.) oraz położoną na północny wschód od niego Miejską Górę (643 m n.p.m.)  leży w wielkim zakolu rzeki Ropy między Łosiem a Szymbarkiem.

## Ukształtowanie
Łysa Góra ma formę kopy nieznacznie rozciągniętej w kierunku z północnego wschodu na południowy zachód, o płaskiej wierzchowinie i dość stromych zboczach, zwłaszcza zachodnich i południowych. Zbocza te w dolnych partiach porozcinane sa dolinkami drobnych cieków wodnych, będących prawobrzeżnymi dopływami Ropy. Góra w większej części jest zalesiona: porastają ją głównie lasy bukowe i jodłowo-bukowe z domieszką innych gatunków liściastych, aktualnie (początki XXI w.) intensywnie wykorzystywane gospodarczo. Na stokach zachodnich rozległe ciągi łąk i pastwisk, niżej przechodzących w pola uprawne, opadające ku wsi Ropa. Na polanach tych pojedyncze gospodarstwa tej wsi dochodzą aż do wysokości 610 m n.p.m.

## Turystyka
Przez Łysą Górę przebiega, obchodząc wierzchołek od północy po poziomicy ok. 600 m n.p.m.,  żółto znakowany szlak turystyczny z Gorlic do Ropy.